# Петринска успињача
Успињача Петрин налази се у Прагу, главном граду Чешке. Повезује округ Мала Страна са врхом брда Петрин. Успињача има три станице: Ујезд (на дну брда), Небозизек (средња станица) и Петрин (на врху брда). Успињача ради свакодневно од 9:00 до 23:20, сваких  15 до 20 минута. На успињачи се користе редовне временске карте Прашког интегрисаног превоза. 

## Историја
Линија је први пут отворена 1891. године, у дужини од 383 метра, ширине пруге од 1,000  мм и погоном на водену пару. Ова оригинална линија затворена је почетком Првог светског рата 1914. године и није поново отворена након завршетка рата. Тренутна дужа линија отворена је 1932. године са другачијом пругом и потпуно новом опремом, на електрични погон, а функционисала је током Другог светског рата. Међутим, клизиште 1965. године је узроковало прекид услуге, која је настављена тек 1985. Тада су обезбеђени нови вагони и стаза је реконструисана, али оригинални погонски уређаји су задржани.
Иако су дизајн и архитектура станица слични прашком метроу, успињачом заправо управља трамвајска градска компанија за превоз.
Према чешкој легенди, име средње станице Небозизек произилази из приче у којој мали син цара Карла IV, тражећи храну, није могао правилно да изговори чешко слово „р“ када је затражио шницлу, па је уместо „небо ризек "(што значи "или шницла"), рекао Небозизек што заправо значи мало сврдло.

## Параметри
Успињача има следеће техничке параметре:
- Дужина: 510 м
- Висина: 130 м
- Станице: 3
- Вагони: 2
- Максимални градијент: 29,5%
- Конфигурација: Једна пруга са пролазном петљом
- Распон шина: 1,435  мм
- Капацитет: 101 путник по вагону
- Погон: Струја
- брзина: 4 м/с